# Csávoly
Csávoly est un village et une commune du comitat de Bács-Kiskun en Hongrie. Sa population s'élève à 1 927 habitants au 1er janvier 2009.

## Économie
La commune compte une usine agro-alimentaire qui conditionne des fruits secs.